# Choruživka
Choruživka (in ucraino Хоружівка?) è un villaggio situato nell'Oblast' di Sumy, nell'Ucraina settentrionale. Sorge a circa 111 metri sul livello del mare.